# Carl Malcolm Lilliehöök
Carl Malcolm Lilliehöök, född 7 januari 1847 på Odenstad, Gillberga församling, Värmland, död 1 augusti 1928 i Hovförsamlingen, Stockholm, var en svensk hovman och militär.

## Biografi
Redan 1862, knappt fyllda 16 år, blev han kadett vid Karlberg. 1865 blev han underlöjtnant vid Värmlands regemente, där han 1872 befordrades till löjtnant och kapten 1881, men han lämnade 1897 den aktiva tjänsten.
Lilliehöök blev kammarpage hos änkedrottning Josefina av Leuchtenberg 1863; tjänstgjorde vid underbefälsskolan i Karlsborg 1870; regementsadjutant där 1871-72; regementskvartermästare där 1872-75 och 1880-81; tjänstgjorde vid 83:e preussiska fusilierregementet 1873-74; vid Generalstaben 1875-77. l:e hovmarskalk hos Oscar II 1907; ståthållare vid Stockholms slott och Drottningholms slott samt tillförordnad ståthållare vid Rosersbergs slott 1911-19; tillförordnad ståthållare vid Gripsholms slott från 1911 samt tillförordnad ståthållare för Strömsholms slott 1915-19.
Då kronprinsen Gustaf, den blivande Gustaf V, 1876 skulle vistas i Uppsala för universitetsstudier utsågs den för sin rättrådighet och fasta karaktär allmänt uppskattade unge officeren att ledsaga honom dit som en av hans guvernörer. Då grundades också mellan dem en under alla åren bestående vänskap. I ett långt förtroligt brev, ett brev från vän till vän, försäkrar den kunglige brevskrivaren honom om "det mest oinskränkta förtroende, tillit och vänskap". Som kronprinsens ordonnansofficer och adjutant åtföljde Lilliehöök honom på den stora utlandsresan från oktober 1878 till oktober 1879, en resa som företogs dels för personliga kontakter med andra europeiska kungahus, dels i studiesyfte.
År 1881 blev han kammarherre, och 1882 hovmarskalk hos kronprinsen och efter dennes trontillträde förste hovmarskalk, som sådan kvarstod han till 1912 efter året innan ha utnämnts till Victor Ankarcronas efterträdare som ståthållare på Stockholms slott, en befattning som då var förenad med ståthållarskapet på en del av de kungliga lustslotten.

## Familj
Carl Malcolm Lilliehöök var son till majoren vid Värmlands regemente, Fredrik Gustaf Lilliehöök av Gälared och Kolbäck och friherrinnan Augusta Fredrika Charlotta Johanna von Nolcken.
Han gifte sig 15 juli 1881 med Anna Margareta Ekelund (1855-1940). Barn: Elsa Victoria (1882-1919), gift 1906 med överstelöjtnanten vid Upplands regemente, greve Göran Knutsson Posse, och en son, Gustaf (Gösta) Lilliehöök (1884-1974), guldmedaljör i modern femkamp vid Olympiska spelen 1912.

## Utmärkelser

### Svenska utmärkelser
- Konung Oscar II:s och Drottning Sofias guldbröllopsminnestecken, 1907.[3]
- Konung Oscar II:s jubileumsminnestecken, 1897.[3]
- Kronprins Gustafs och Kronprinsessan Victorias silverbröllopsmedalj i guld, 1906.[3]
- Kommendör med stora korset av Nordstjärneorden, 1 december 1904.[4]
- Riddare med briljanter av Nordstjärneorden, 1889.[3]
- Riddare av första klassen av Svärdsorden, 1888.[5]

### Utländska utmärkelser
- Storkorset av Badiska Berthold I av Zähringens orden, senast 1910.[6]
- Storkorset av Badiska Zähringer Löwenorden, senast 1910.[6]
- Storkorset av Danska Dannebrogorden, senast 1910.[6]
- Storkorset av Finlands Vita Ros’ orden, 1919.[7]
- Riddare av storkorset av Italienska Sankt Mauritius- och Lazarusorden, tidigast 1910 och senast 1915.[3][6]
- Riddare av Italienska Sankt Mauritius- och Lazarusorden, senast 1910.[6]
- Storkorset av Norska Sankt Olavs orden, tidigast 1918 och senast 1921.[8][9]
- Riddare av första klassen av Preussiska Röda örns orden, senast 1910.[6]
- Riddare av andra klassen med kraschan med briljanter av Preussiska Röda örns orden, senast 1910.[6]
- Storkorset av Rumänska Stjärnans orden, tidigast 1910 och senast 1915.[3][6]
- Officer av Rumänska Stjärnans orden, senast 1910.[6]
- Riddare av Ryska Vita örnens orden, senast 1910.[6]
- Storkorset av Brittiska Victoriaorden, senast 1910.[6]
- Första klassen av Osmanska rikets Osmanié-orden, senast 1910.[6]
- Storofficer av Franska Hederslegionen, senast 1910.[6]
- Riddare av andra klassen av Preussiska Kronorden, senast 1910.[6]
- Kommendör av första klassen av Sachsiska Albrektsorden, senast 1910.[6]
- Kommendör av första klassen av Sachsen-Ernestinska husorden, senast 1910.[6]
- Kommendör av första klassen av Anhaltska Albrekt Björnens husorden, senast 1910.[6]
- Kommendör av Portugisiska orden da Conceiçao, senast 1910.[6]
- Riddare av Belgiska Leopoldsorden, senast 1910.[6]
- Riddare av Mecklenburgiska husorden Vendiska kronan, senast 1910.[6]
- Riddare av första klassen av Württembergska Fredriksorden, senast 1910.[6]
- Riddare av tredje klassen av Österrikiska Järnkroneorden, senast 1910.[6]
- Riddare av fjärde klassen av Nassauska Gyllene lejonets orden, senast 1910.[6]
- Riddare av tredje klassen av Waldeckska Militärförtjänstorden, senast 1910.[6]